# Anthephora schinzii
Anthephora schinzii är en gräsart som beskrevs av Eduard Hackel. Anthephora schinzii ingår i släktet Anthephora och familjen gräs. Inga underarter finns listade i Catalogue of Life.